# セカンドインパクト
セカンドインパクトは、日本のアニメーション作品『新世紀エヴァンゲリオン』および『ヱヴァンゲリヲン新劇場版』の世界で発生した、架空の大規模災害。
「セカンド」という名称は、月生成時に起こったとされるジャイアントインパクト（セカンドインパクト後はこれをファーストインパクトと数えている）に次ぐ、2回目の全地球規模の危機をもたらした隕石衝突であることによる（ただし隕石衝突というのは、秘密結社ゼーレによる偽装である）。

## 『新世紀エヴァンゲリオン』

### 『新世紀エヴァンゲリオン』での歴史
2000年9月13日、南極大陸のマーカム山に10センチメートルに満たない極小の隕石が、光速の95%のスピードで落下。質量は4.02×1020トンに達し、洪水、津波、海水面上昇、噴火、地殻変動、地軸の変動などの環境激変をきたし、初期に南半球で約20億人の死者が出た。この落下は数億年に一度の規模のものであり、落下の様子が衝突15分前にメキシコのアマチュア天文学者、セイモア・ナンによって観測された。
隕石衝突2日後の9月15日、インド・パキスタン間で難民同士による武力衝突が発生。これを発端として紛争が世界中に広がった。9月20日には、東京に新型爆弾が投下され50万人が死亡した（どこの国または組織から攻撃を受けたのかは不明）。壊滅した東京の復興は断念され、日本臨時政府は首都を長野県松本市に遷都することを決定し、翌年に「第2新東京市」として着工、2003年までに首都として十分な都市機能を備えるほどにまで復興した。その後2005年に、神奈川県箱根に第3新東京市の建設が進められる。
この一連の災害・紛争による死者は、実に当時の世界人口の半数にのぼる。翌2001年には各国間で臨時休戦条約が締結され、一応は紛争に決着がついた。2月14日に調印されたことからバレンタイン休戦臨時条約と呼ばれている。
この災害により南極大陸は消滅し、バクテリアさえ存在しない死の世界となった。さらに、それにともなう海水面上昇により多くの沿岸都市が海中に沈んだ。また、地軸の移動によって緯度が変わり、日本では四季がなくなり年中夏の気候になっている。

### 『新世紀エヴァンゲリオン』での真実
セカンドインパクトの原因について国際連合は、セカンドインパクト調査委員会の調査に基づいたものとして公式発表したが、それは秘密結社ゼーレによって情報操作されたものである。NERV職員などの情報筋には、葛城調査隊による南極で発見された第1使徒アダムの調査中に謎の大爆発を起こしたと説明されていたが、それすらも欺瞞情報であり、実際には人為的に引き起こされたものである。ゼーレと碇ゲンドウらが葛城調査隊を利用し、他の使徒が覚醒する前にアダムにロンギヌスの槍を使い卵にまで還元しようとした際に、副次的に発生したエネルギーによりもたらされたものであったとされる。
セカンドインパクト当日、葛城調査隊は提供者との接触実験（遺伝子ダイブともある）によるS2機関の始動実験を計画しており、それによりアダムが覚醒。調査隊は予め用意されていたロンギヌスの槍を用いて再封印を試みるが、失敗。槍の力によりアダムのA.T.フィールドは解放され、人の遺伝子とアダムが物理的融合を果たし、アダムによりアンチA.T.フィールドが展開されていった。
調査隊は、アダムからロンギヌスの槍の引き抜き、アダムのクォーク単位での分解、ガフの部屋（白き月）の熱滅却処理などを試みるが、既にS2機関と起爆装置がリンクされ解除不能になっていること、何らかのシステムの変換がセットされていることが発覚し、カウントダウンが開始される。そしてアダムが翼を広げ地上に出ると共に大爆発が起こされ、最終的にはアダムはバラバラになり退化し、完全な生態系のリセットは免れることとなった。
なお、葛城調査隊に同行していた隊長（葛城ヒデアキ）の娘葛城ミサト（後の特務機関NERV 作戦課長）は、この事件を最も近くで目撃した調査隊唯一の生存者であり、その際、1体の光の巨人が翼を広げる様、そして上空から光の粒や線（バラバラになったアダムと思われるもの）が降り注ぐ様を目撃している。

## 『ヱヴァンゲリヲン新劇場版』
15年前にセカンドインパクトが起こり、人類の半数が死滅したと説明されているが、何年に、具体的に何が起こったかは説明されていない。また、全世界の海が赤く変色して海洋生物はそのほとんど全てが死滅し、わずかに人類が人工的に構築した環境において限られた数の個体が生存するに過ぎず、そのため、セカンドインパクト後に生まれたシンジやアスカたちは、ペンギンやカメといった、セカンドインパクト以前ではごくありふれていた海の生物を知らない、という描写がなされている。
また、セカンドインパクトの描写も変更されており、黒い球体（穴）と共に現れた4体の光の巨人（使徒のコアらしき赤い球体と頭上に光の輪を持つ）と、『新世紀エヴァンゲリオン』のロンギヌスの槍状の数本の物体が描かれている。また、宇宙からの観測シーンで、セカンドインパクトの爪跡として、爆心地付近に4本の十字架状の物体が存在していることが描かれている。

## その他
ゲーム「スーパーロボット大戦シリーズ」では、一部のシリーズを除けば、他の作品との兼ね合いからカットされているか、ガンダムシリーズの戦争（主に一年戦争など）に差し替えられ、南極大陸が健在など原作に比べ規模が小さく、前記の戦争の影に埋もれた事件扱い（そのため事件名も「南極事件」などに変更されている）の場合もある。また、この場合の事件の公的な扱いは、原作同様の隕石の衝突以外にも「戦争で出来た宇宙戦艦の残骸などの大型スペースデブリの落下」や「地球連邦軍（を初めとする地球統一政府軍）の南極基地で起きた爆発（もしくは隕石ないしスペースデブリが基地に直撃した）事故による基地の壊滅事件」とされている。
『ふしぎの海のナディア』敵役「ガーゴイル」が閃光に触れて塩になってしまったことと本作品の「セカンドインパクト」は『エヴァ』の初期の企画書では同種の現象であるとされている。